# Кріста Інце
Кріста Тунде Інце (рум. Kriszta Tunde Incze; нар. 15 травня 1996) — румунська борчиня вільного стилю, срібна призерка чемпіонату Європи, бронзова призерка Європейських ігор, учасниця двох Олімпійських ігор.

## Життєпис
Боротьбою почала займатися з 2004 року. У 2001 році стала бронзовою призеркою чемпіонату світу серед кадетів. У 2016 році стала чемпіонкою Європи серед юніорів. Багаторазова призерка чемпіонатів Європи у молодших вікових групах.
Виступає за борцівський клуб Сфинту-Георге. Тренер — Петру Тоарка (з 2011).

## Спортивні результати на міжнародних змаганнях

### Виступи на Олімпіадах
| Змагання                    | Збірна  | Вагова категорія          | Місце |
| --------------------------- | ------- | ------------------------- | ----- |
| Літні Олімпійські ігри 2020 | Румунія | жіноча боротьба, до 62 кг | 8     |
| Літні Олімпійські ігри 2024 | Румунія | жіноча боротьба, до 62 кг | 16    |

### Виступи на Чемпіонатах світу
| Змагання                        | Збірна  | Вагова категорія          | Місце |
| ------------------------------- | ------- | ------------------------- | ----- |
| Чемпіонат світу з боротьби 2015 | Румунія | жіноча боротьба, до 63 кг | 23    |
| Чемпіонат світу з боротьби 2017 | Румунія | жіноча боротьба, до 60 кг | 8     |
| Чемпіонат світу з боротьби 2019 | Румунія | жіноча боротьба, до 62 кг | 9     |
| Чемпіонат світу з боротьби 2021 | Румунія | жіноча боротьба, до 65 кг | 12    |
| Чемпіонат світу з боротьби 2022 | Румунія | жіноча боротьба, до 65 кг | 8     |
| Чемпіонат світу з боротьби 2023 | Румунія | жіноча боротьба, до 62 кг | 10    |

### Виступи на Чемпіонатах Європи
| Змагання                         | Збірна  | Вагова категорія          | Місце  |
| -------------------------------- | ------- | ------------------------- | ------ |
| Чемпіонат Європи з боротьби 2016 | Румунія | жіноча боротьба, до 63 кг | 11     |
| Чемпіонат Європи з боротьби 2017 | Румунія | жіноча боротьба, до 60 кг | 5      |
| Чемпіонат Європи з боротьби 2018 | Румунія | жіноча боротьба, до 62 кг | 10     |
| Чемпіонат Європи з боротьби 2019 | Румунія | жіноча боротьба, до 65 кг | Срібло |
| Чемпіонат Європи з боротьби 2020 | Румунія | жіноча боротьба, до 65 кг | 5      |
| Чемпіонат Європи з боротьби 2021 | Румунія | жіноча боротьба, до 65 кг | Бронза |
| Чемпіонат Європи з боротьби 2022 | Румунія | жіноча боротьба, до 65 кг | Бронза |
| Чемпіонат Європи з боротьби 2023 | Румунія | жіноча боротьба, до 65 кг | Бронза |

### Виступи на Європейських іграх
| Змагання              | Збірна  | Вагова категорія          | Місце  |
| --------------------- | ------- | ------------------------- | ------ |
| Європейські ігри 2019 | Румунія | жіноча боротьба, до 62 кг | Бронза |

### Виступи на Кубках світу
| Змагання                    | Збірна  | Вагова категорія          | Місце |
| --------------------------- | ------- | ------------------------- | ----- |
| Кубок світу з боротьби 2018 | Румунія | команда                   | 7     |
| Кубок світу з боротьби 2020 | Румунія | жіноча боротьба, до 62 кг | 5     |

### Виступи на Чемпіонатах світу серед студентів
| Змагання                                        | Збірна  | Вагова категорія          | Місце  |
| ----------------------------------------------- | ------- | ------------------------- | ------ |
| Чемпіонат світу з боротьби серед студентів 2016 | Румунія | жіноча боротьба, до 63 кг | Срібло |

### Виступи на Франкомовних іграх
| Змагання              | Збірна  | Вагова категорія          | Місце  |
| --------------------- | ------- | ------------------------- | ------ |
| Франкомовні ігри 2017 | Румунія | жіноча боротьба, до 63 кг | Бронза |

### Виступи на інших змаганнях
| Змагання                                                       | Збірна  | Вагова категорія          | Місце  |
| -------------------------------------------------------------- | ------- | ------------------------- | ------ |
| Henri Deglane Challenge 2014                                   | Румунія | жіноча боротьба, до 58 кг | Бронза |
| Меморіал Іона Корнеану 2015                                    | Румунія | жіноча боротьба, до 60 кг | Золото |
| Henri Deglane Challenge 2015                                   | Румунія | жіноча боротьба, до 63 кг | Бронза |
| Турнір Яшара Догу 2016                                         | Румунія | жіноча боротьба, до 63 кг | Срібло |
| Олімпійський кваліфікаційний турнір з боротьби 2016 (Стамбул)  | Румунія | жіноча боротьба, до 63 кг | 5      |
| Кубок Європейських націй з боротьби 2016                       | Румунія | команда                   | 4      |
| Гран-прі Парижа з боротьби 2017                                | Румунія | жіноча боротьба, до 63 кг | 5      |
| Гран-прі Німеччини з боротьби 2017                             | Румунія | жіноча боротьба, до 63 кг | 5      |
| Відкритий чемпіонат Польщі з боротьби 2017                     | Румунія | жіноча боротьба, до 63 кг | 10     |
| Кубок Алроси 2017                                              | Румунія | команда                   | Срібло |
| Klippan Lady Open 2018                                         | Румунія | жіноча боротьба, до 65 кг | 10     |
| Меморіал Іона Корнеану і Ладислава Сімона 2018                 | Румунія | жіноча боротьба, до 62 кг | Бронза |
| Henri Deglane Challenge 2019                                   | Румунія | жіноча боротьба, до 62 кг | Бронза |
| Klippan Lady Open 2019                                         | Румунія | жіноча боротьба, до 65 кг | Бронза |
| Меморіал Іона Корнеану і Ладислава Сімона 2019                 | Румунія | жіноча боротьба, до 65 кг | Бронза |
| Чемпіонат Румунії з боротьби 2020                              | Румунія | жіноча боротьба, до 65 кг | Золото |
| Київський Міжнародний турнір з боротьби 2021                   | Румунія | жіноча боротьба, до 62 кг | 16     |
| Олімпійський кваліфікаційний турнір з боротьби 2020 (Будапешт) | Румунія | жіноча боротьба, до 62 кг | 7      |
| Олімпійський кваліфікаційний турнір з боротьби 2020 (Софія)    | Румунія | жіноча боротьба, до 62 кг | 5      |
| Відкритий чемпіонат Польщі з боротьби 2021                     | Румунія | жіноча боротьба, до 65 кг | 9      |
| Турнір Яшара Догу 2021                                         | Румунія | жіноча боротьба, до 62 кг | Бронза |
| Турнір Яшара Догу 2022                                         | Румунія | жіноча боротьба, до 65 кг | 7      |
| Меморіал Маттео Пелліконе 2022                                 | Румунія | жіноча боротьба, до 65 кг | Бронза |
| Турнір Ібрагіма Мустафи 2023                                   | Румунія | жіноча боротьба, до 62 кг | 9      |
| Меморіал Імре Поляка та Яноша Варги 2023                       | Румунія | жіноча боротьба, до 62 кг | 7      |
| Олімпійський кваліфікаційний турнір з боротьби 2024 (Баку)     | Румунія | жіноча боротьба, до 62 кг | 9      |
| Олімпійський кваліфікаційний турнір з боротьби 2024 (Стамбул)  | Румунія | жіноча боротьба, до 62 кг | Золото |

### Виступи на змаганнях молодших вікових груп
| Змагання                                            | Збірна  | Вагова категорія          | Місце  |
| --------------------------------------------------- | ------- | ------------------------- | ------ |
| Чемпіонат Європи з боротьби серед кадетів 2011      | Румунія | жіноча боротьба, до 60 кг | 10     |
| Чемпіонат Європи з боротьби серед кадетів 2012      | Румунія | жіноча боротьба, до 60 кг | 9      |
| Чемпіонат Європи з боротьби серед кадетів 2013      | Румунія | жіноча боротьба, до 60 кг | Срібло |
| Чемпіонат світу з боротьби серед кадетів 2013       | Румунія | жіноча боротьба, до 60 кг | Бронза |
| Чемпіонат Європи з боротьби серед юніорів 2013      | Румунія | жіноча боротьба, до 59 кг | 5      |
| Чемпіонат Європи з боротьби серед юніорів 2014      | Румунія | жіноча боротьба, до 59 кг | Бронза |
| Чемпіонат світу з боротьби серед юніорів 2014       | Румунія | жіноча боротьба, до 59 кг | 5      |
| Чемпіонат Європи з боротьби серед юніорів 2015      | Румунія | жіноча боротьба, до 59 кг | Бронза |
| Чемпіонат світу з боротьби серед юніорів 2015       | Румунія | жіноча боротьба, до 59 кг | 5      |
| Чемпіонат Європи з боротьби серед юніорів 2016      | Румунія | жіноча боротьба, до 63 кг | Золото |
| Чемпіонат світу з боротьби серед юніорів 2016       | Румунія | жіноча боротьба, до 63 кг | 13     |
| Балканський чемпіонат з боротьби серед юніорів 2016 | Румунія | жіноча боротьба, до 63 кг | Золото |
| Чемпіонат Європи з боротьби серед молоді 2015       | Румунія | жіноча боротьба, до 58 кг | 5      |
| Чемпіонат Європи з боротьби серед молоді 2017       | Румунія | жіноча боротьба, до 63 кг | Бронза |
| Чемпіонат світу з боротьби серед молоді 2017        | Румунія | жіноча боротьба, до 60 кг | 7      |
| Чемпіонат Європи з боротьби серед молоді 2018       | Румунія | жіноча боротьба, до 62 кг | Бронза |
| Чемпіонат світу з боротьби серед молоді 2018        | Румунія | жіноча боротьба, до 62 кг | 5      |
| Чемпіонат Європи з боротьби серед молоді 2019       | Румунія | жіноча боротьба, до 65 кг | Срібло |
| Чемпіонат світу з боротьби серед молоді 2019        | Румунія | жіноча боротьба, до 65 кг | 5      |